# バンク駅・モニュメント駅
バンク駅（バンクえき、英語: Bank station）およびモニュメント駅（モニュメントえき、英語: Monument station）は、ロンドン都心部のシティ・オブ・ロンドンにある鉄道駅である。
両駅は本来別々の駅として建設されたが、現在は地下通路で相互に接続している。両駅は公式にはひとつの駅として扱われ、「バンク・モニュメント複合駅（Bank-Monument complex）」として案内されているが、駅の入口、ホームの駅名板、および地下鉄路線図にはそれぞれの名称が残されている。

## 概要
バンク駅にはロンドン地下鉄の3路線（セントラル線、ノーザン線、ウォータールー&シティー線）およびドックランズ・ライト・レイルウェイ、モニュメント駅にはロンドン地下鉄の2路線（サークル線、ディストリクト線）が乗り入れており、相互に乗換えが可能である。両駅合わせてネットワークで7番目に最も混雑する駅となっている。
この駅の名称は、それぞれイングランド銀行（バンク・オブ・イングランド、Bank of England）およびロンドン大火記念塔（ロンドン大火モニュメント、Monument to the Great Fire of London）に近いことに由来する。
この駅はトラベルカードゾーン1内にある。

## 歴史

### 1884年のインナー・サークルの完成
モニュメント駅の開業は、1884年にインナー・サークル（現在のサークル線）線の開業時に遡る。
メトロポリタン鉄道（Metropolitan Railways、MR）とメトロポリタン・ディストリクト鉄道（Metropolitan District Railway、MDR）は1876年にはインナー・サークルの大部分を建設しており、それぞれMRが東側のアルドゲイト駅、MDRが西側のマンション・ハウス駅まで達していた。しかし、MDRは資金面で延伸が難航し、またMRは、インナーサークルが完成するとシティー・オブ・ロンドン内でMDRとの競争が激しくなり減収するのではないかと心配し、路線の完成が遅れていた。
これに対し1874年、路線の完成を望むシティーの資産家が、マンション・ハウス駅からアルドゲート駅までを結ぶためのInner Circle Completion Railwayを設立した。この動きに触発され、MRはこの会社を買い取り、1879年にMRとMDRはインナーサークルのこの最後の区間の建設を始めた。 
1884年10月6日、インナー・サークルの最後の区間が開業・環状線が完成し、この際にモニュメント駅も開業した。当初は両鉄道の列車によるインナー・サークル系統の一部として利用されたが、後に様々な運行系統のパターンが行われている。その後1949年まではインナーサークルはディストリクト線の一部であったが、同年よりインナーサークルは「サークル線」として独立の路線となった。

### 1898年のウォータールー&シティー線

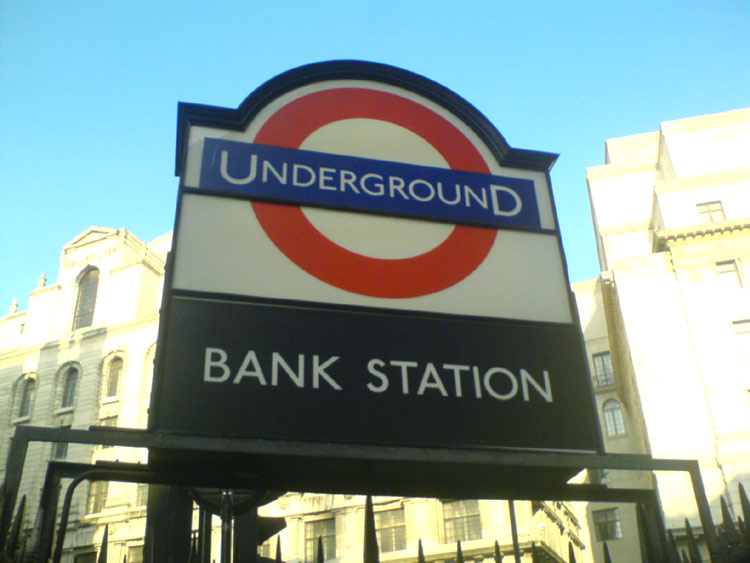
バンク駅の駅入口

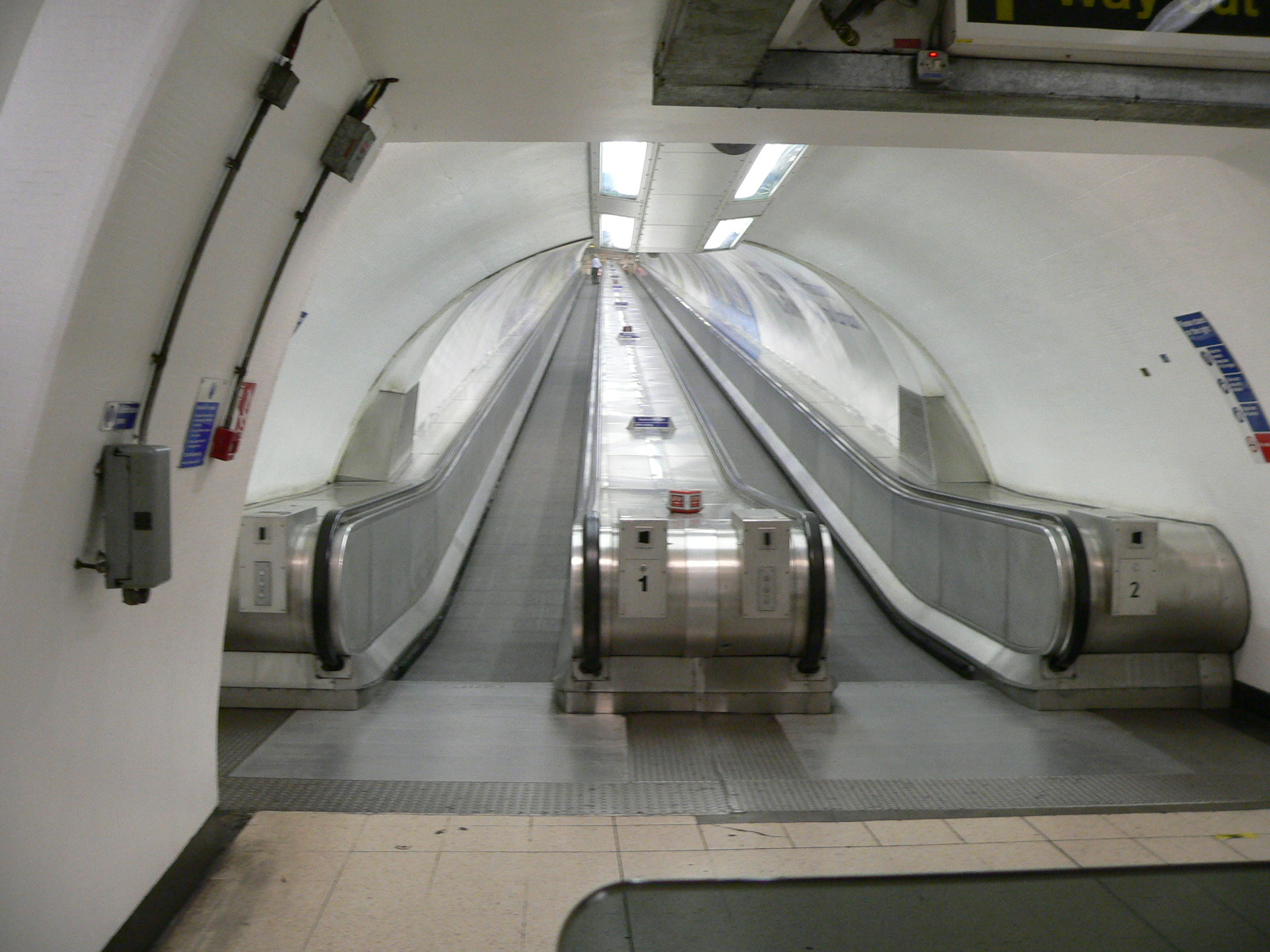
ウォータールー&シティー線から改札への動く歩道

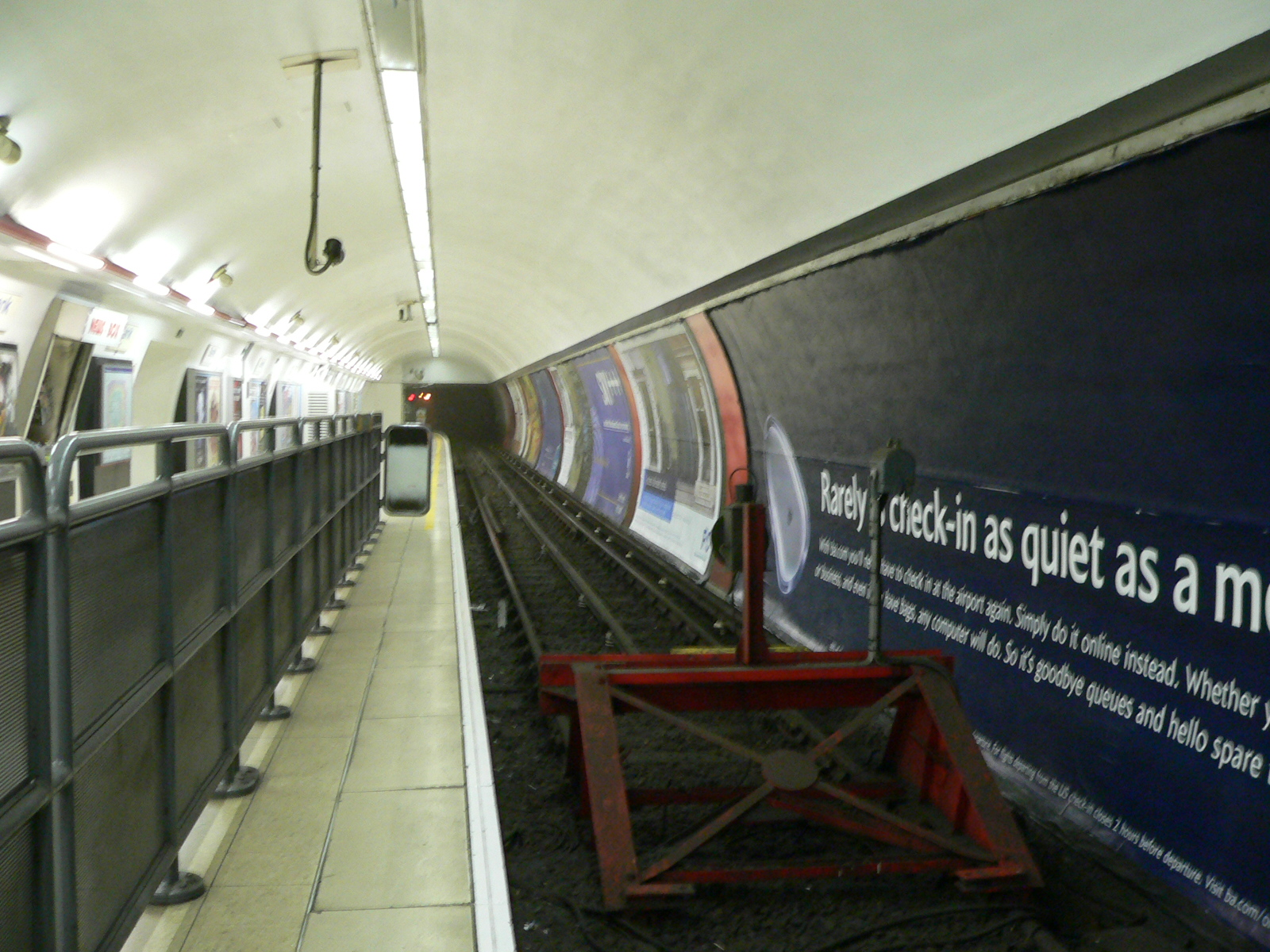
ウォータールー&シティー線ホーム

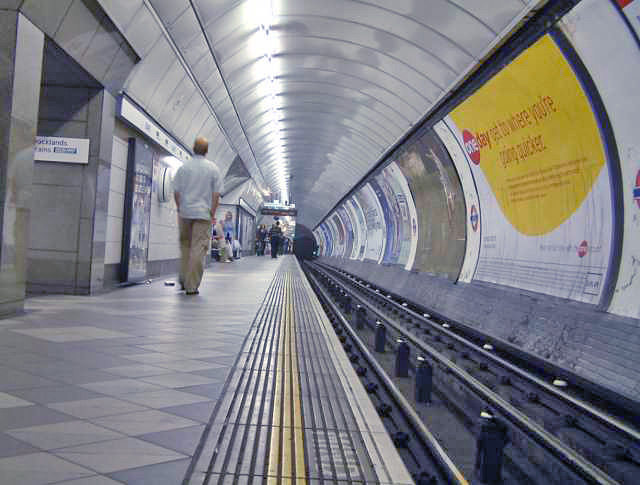
ノーザン線のホーム

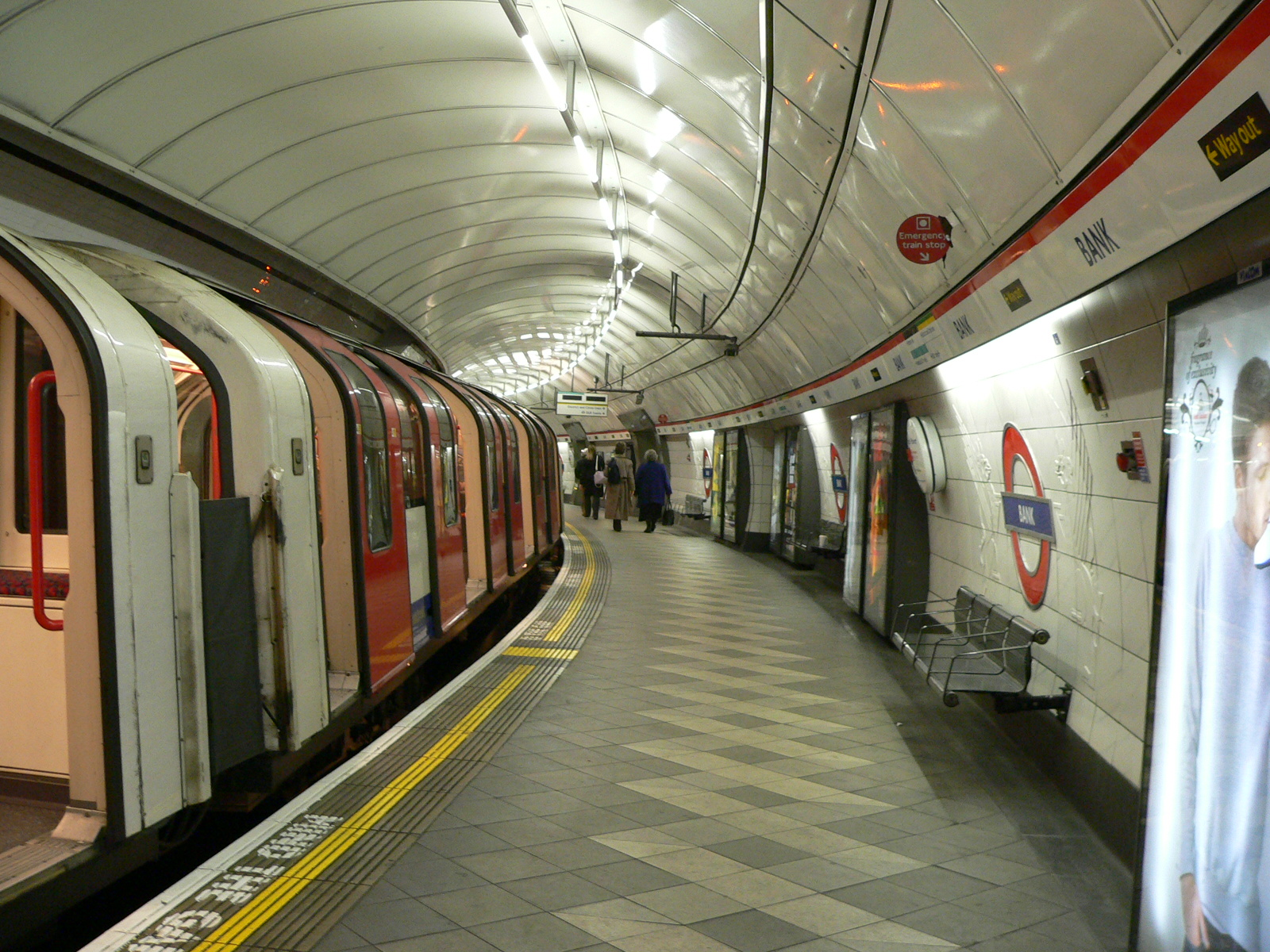
急カーブ上にあるセントラル線ホーム

1898年8月8日、ロンドン・アンド・サウスウェスタン鉄道(L&SWR）が、同線の終着駅のウォータールー駅とシティ・オブ・ロンドンを結ぶため、ウォータールー&シティー鉄道（Waterloo & City Railway、後のウォータールー&シティー線）を建設し、路線が開業した。この駅は、マンション・ハウス駅に近いクイーン・ヴィクトリア通りの下にプラットホームが設けられた。この駅は元々「シティー駅」の名称であった。
プラットホームに至るスロープには地下鉄全体で数基しかなかった動く歩道が設置されたが、これはかなりの角度の傾斜がある。
ウォータールー&シティー線の駅の広告はしばしばスロープ出口の壁と天井に大きく描かれた壁画の形をとって提供されている。これは地下鉄でも最も大きい広告のひとつである。

### 1900年のシティ&サウスロンドン鉄道
「バンク駅」として最初に開業した駅は、1900年2月25日にシティ&サウスロンドン鉄道（C&SLR、現在のノーザン線）がボロウ駅からムーアゲート駅まで延伸開業した際のものである。なお同日に、近隣する別トンネルにあった、この路線の初期のターミナルであるキング・ウィリアム・ストリート駅は廃止されている。
駅舎に予定された場所は、ロンバード・ストリートの角にある18世紀に建てられた教会であるセント・メアリー・ウールノースの土地であり、C&SLRは教会を取り壊すための許可を得た。民衆の抗議は会社が教会の地下に地下の切符売り場とエレベーターの入口だけの駅舎とする計画へと変更させた。これは、別の場所に建物本体を移動し、教会の地下を鉄骨の枠組みで強化し、教会の基礎を支えることを必要とした。その後駅施設はエスカレーターへと大きく変えられたが、切符売り場への当時のエレベーターは現在もまだ使用中である。

### 1900年のセントラル・ロンドン鉄道
1900年7月30日、バンク駅までセントラル・ロンドン鉄道（CLR、現在のセントラル線）が延伸し、東の終点として開業した。
CLRは、王立取引所、イングランド銀行、マンション･ハウス（ロンドン市長公邸）などがあるために駅舎を完全に地下に建設せねばならなくなったこともあいまって、C&SLRと同様にシティー内の路線建設に多額の費用を要した。駅を交通の多い交差点の地下に建設し、歩行者の交差点として機能する公共地下道として提供するように、ロンドン市当局によって許可が与えられた。道路への影響を避けるため、駅のエレベーターは通常のように2基のシャフトを組み合わせたものではなく、別々のシャフトが用いられた。
沿線の建物の所有者に対し、建設と列車運行による震動の補償をすることを避けるため、CLRのトンネルは通りの地下に、通りに沿うように建設された。その結果、スレッドニードル通りからPoultry通りの地下に建設されたプラットホームは、一方の端からもう一方の端を見ることができないくらいに、かなりの急カーブ上に位置することになった。
また、セントラル線はバンク駅の東でもイングランド銀行の金庫を避けなければならなかったため、急カーブによることになった。
CLR、W&CRおよびC&SLRの駅は近接しており、また、乗客が多いために競争をする必要がなかったことから、その後すぐにそれぞれの駅の改札が相互に接続された。なお、地下深いところにあるCLRとC&SLRのプラットホーム同士は1920年代に駅にエスカレーターが導入されてようやく直結した。

### 1933年のバンク駅とモニュメント駅の接続
1933年、C&SLR（Edgware-Highgate Morden Lineの一部）のホームの南端はモニュメント駅に近かったために、動く歩道が接続のために建設された。この時から両駅の名前はBank for MonumentおよびMonument for Bankとなった。

### 第2次世界大戦
1941年1月11日、ドイツ軍の爆弾がセントラル線の切符売り場に落ち、58人の死者・69人の負傷者が出た。長さ120フィート・幅100フィートのクレーターができたため、ベイリーブリッジ（軍事用の組立式の仮設橋）が架けられた。駅は2ヶ月間閉鎖した。 

### 1991年のドックランズ・ライト・レイルウェイの開通
1991年、ドックランズ・ライト・レイルウェイ（DLR）は、ノーザン線のホームに並行する（ただし、より深く）ように地下延伸線を建設した。DLRのホームは他路線との間に通路を設置し、また使用されていないエレベーターのシャフトの基部を経由してホームに至る通路でセントラル線ホームの一方の端に連絡した。この通路によってバンク駅とモニュメント駅の乗換えの際に、混雑するノーザン線のホームを通る必要が無くなった。
また、西行きのホームへは増築した別の通路でも連絡した。さらに、コンコースからセントラル線に至る新しい通路がウォータールー&シティー線に提供された。
これらのトンネルの建設中、ウォータールー&シティー線の最初の建築物である、ジェームズ・グレートヘッドのトンネルシールドのむき出しの部分を使用した。このシールドは現在も乗客が歩いて通過する際に見ることができる。

### 近年
2003年9月7日、バンク駅で"the most realistic live disaster exercise of its kind"と告知された防災訓練に使用された。
この訓練は、数時間かけて500人の警察・消防・救急およびロンドン地下鉄の人員が出動し、化学攻撃、生物攻撃、放射能もしくは核攻撃発生時に対する大規模洗浄のための緊急出動の訓練が行われた。

## 駅の現在
北から南にの順に、両駅の構造を記すと以下のようになる。
- バンク駅の切符売場・改札
- セントラル線ホーム（キング・ウイリアム・ストリートに直交する）
- ウォータールー&シティー線のホーム
- 以下の両ホームが通りの地下を並行に走り、両駅を繋いでいる
  - ノーザン線プラットホーム
  - DLRのホーム
- サークル線・ディストリクト線のホーム（通りに直交する）
- モニュメント駅の切符売場・改札

### バス乗り継ぎ
ロンドンバス routes 8、11、21、23、25、26、40、43、76、133、141、242および388系統、また深夜バスN8、N11、N21、N26、N50、N76およびN133系統が駅に発着する。

## 特記事項
- 駅のバンク・オブ・イングランド出口はバンク内に建設されており、地下鉄の中で唯一の第一級指定建築物に指定されている。
- The complexity of the tunnel network for these stations has led to it gaining the unofficial name "The Worm" amongst staff.

## 隣の駅
バンク駅
ロンドン交通局
ロンドン地下鉄
■セントラル線
セント・ポールズ駅 - バンク駅 - リバプール・ストリート駅
■ノーザン線
ロンドン・ブリッジ駅 - バンク駅 - ムーアゲート駅
■ウォータールー&シティー線
ウォータールー駅 - バンク駅 -
■ドックランズ・ライト・レイルウェイ
バンク駅 - シャドウェル駅
モニュメント駅
ロンドン交通局
ロンドン地下鉄
■サークル線
キャノン・ストリート駅 - モニュメント駅 - タワーヒル駅
■ディストリクト線
本線
キャノン・ストリート駅 - モニュメント駅 - タワーヒル駅

## ギャラリー

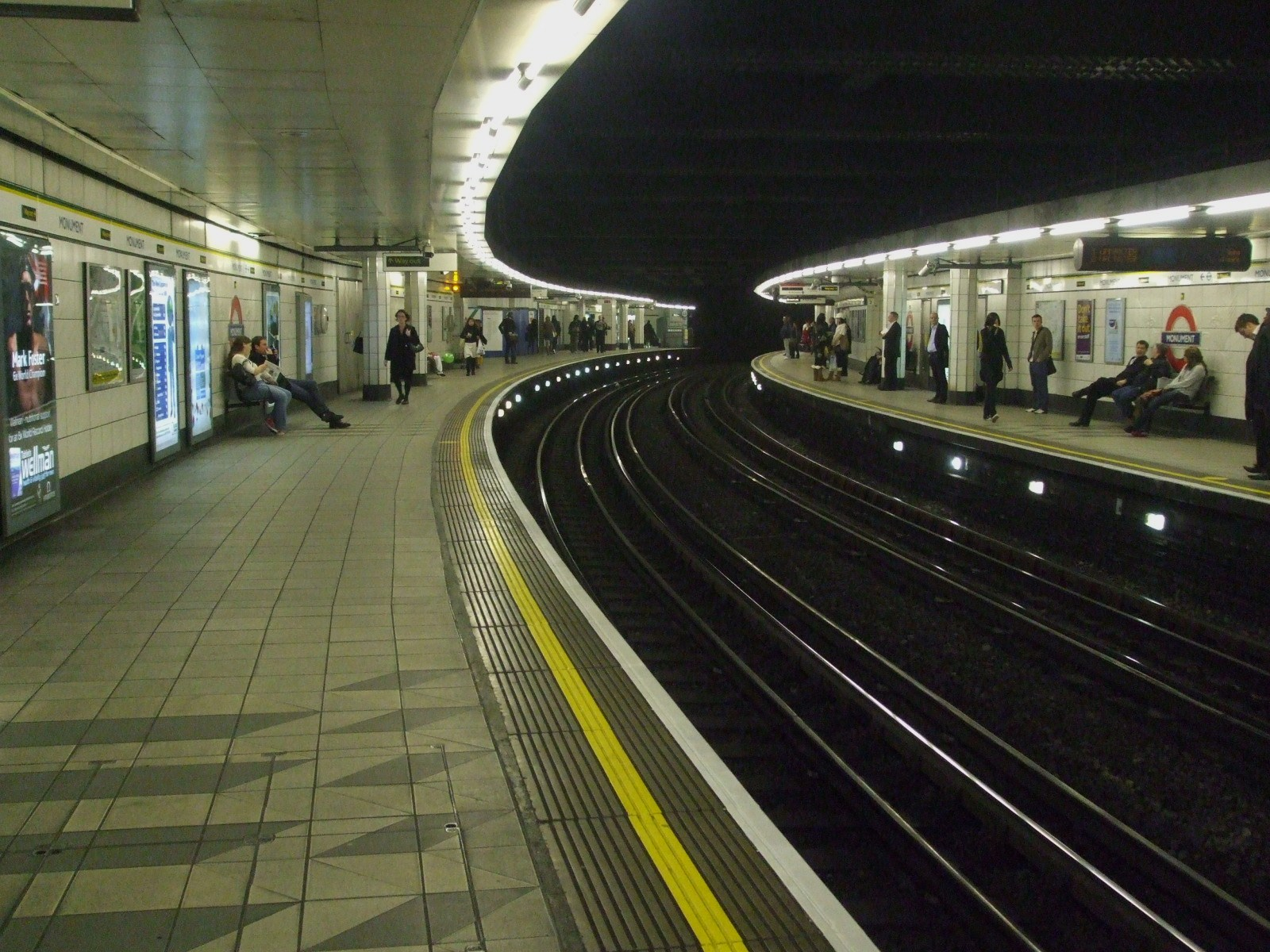
モニュメント駅にあるサークル線とディストリクト線のホームを西から見る
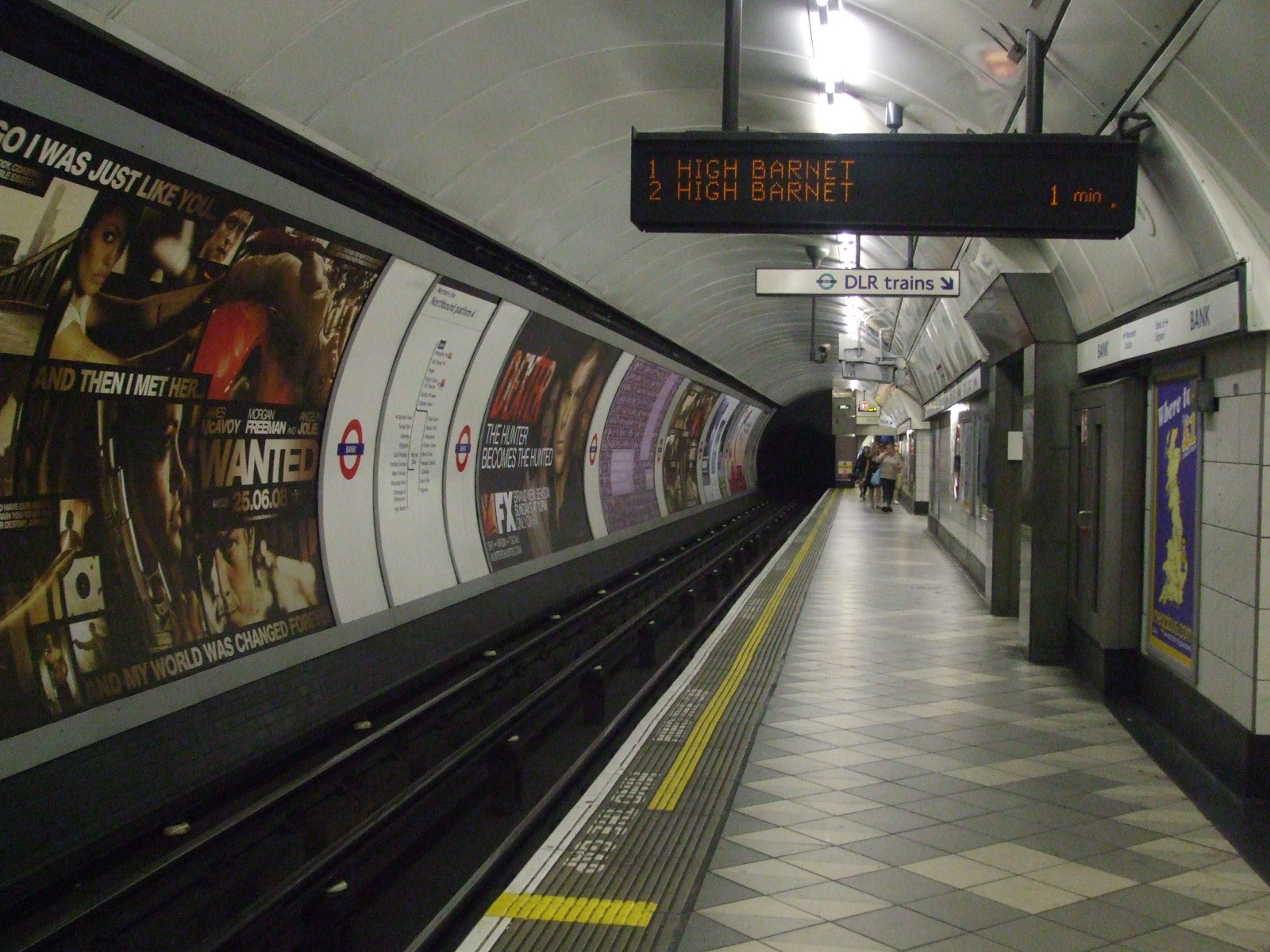
バンク駅にあるノーザン線のホーム
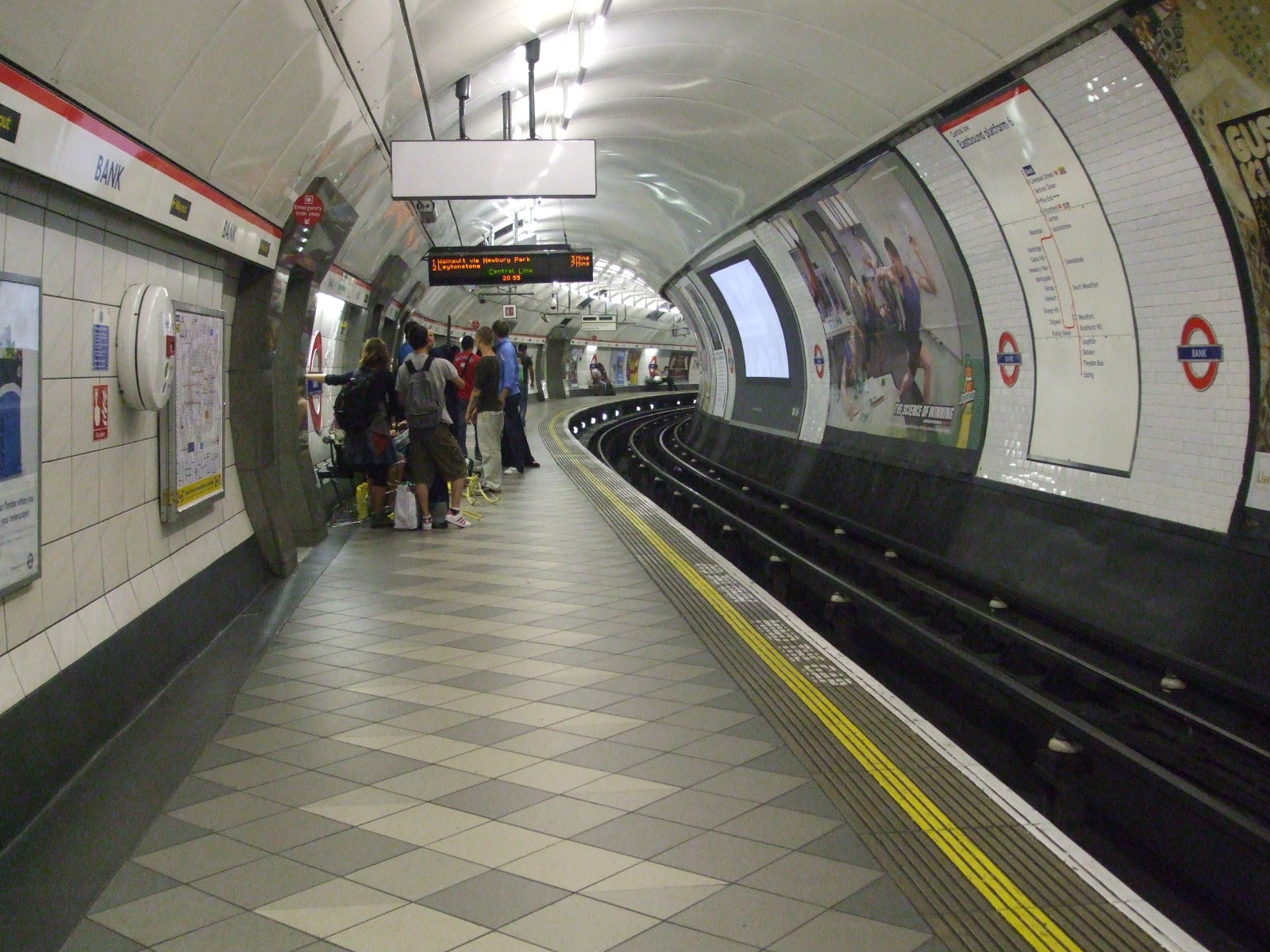
バンク駅にあるセントラル線のホーム
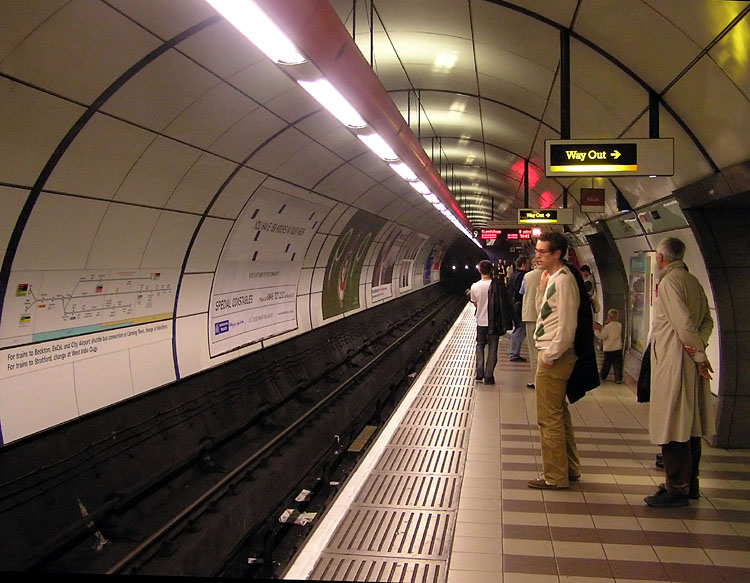
バンク駅にあるドックランズ・ライト・レイルウェイのホーム
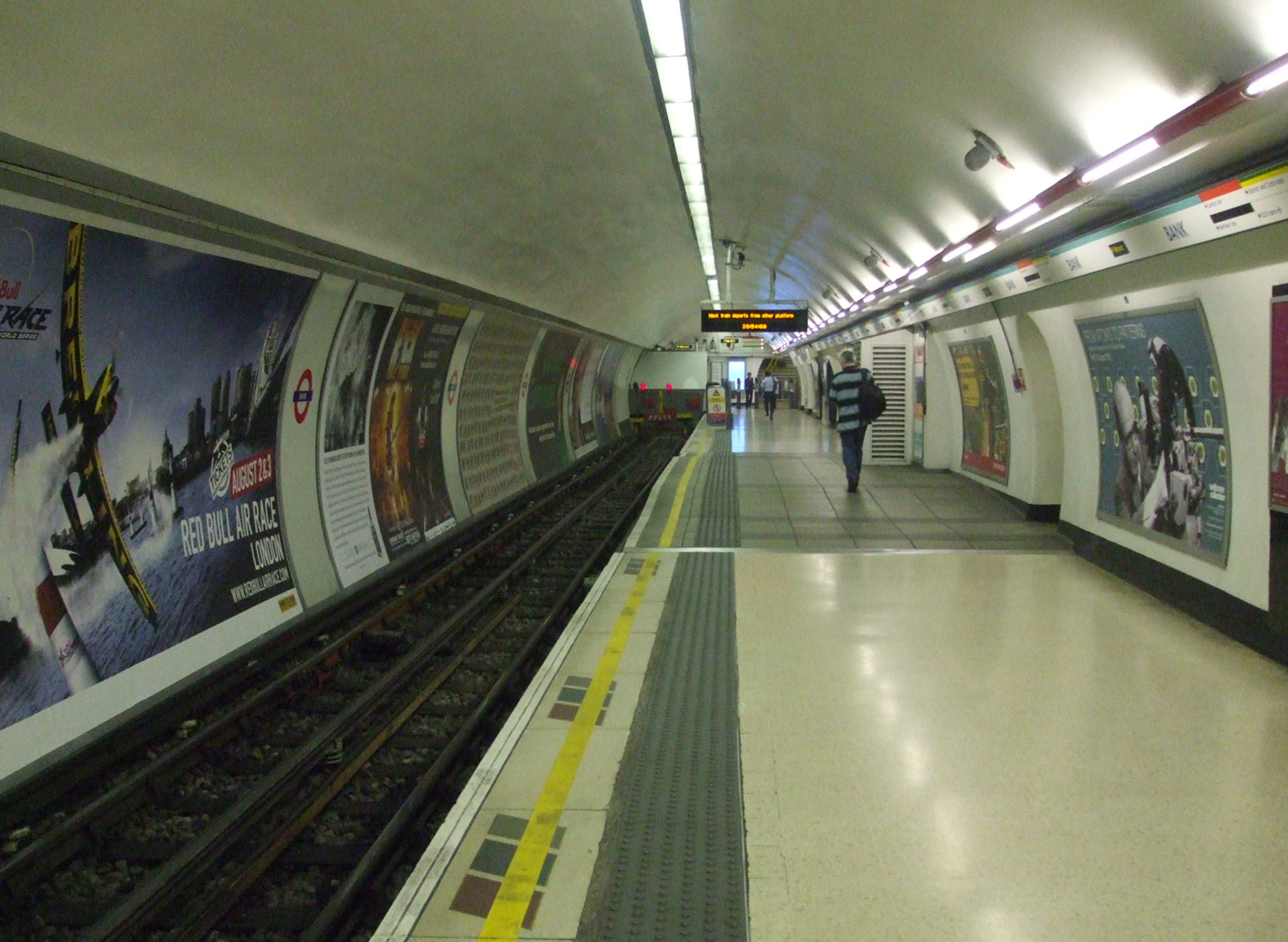
バンク駅にあるウォータールー&シティー線のホーム
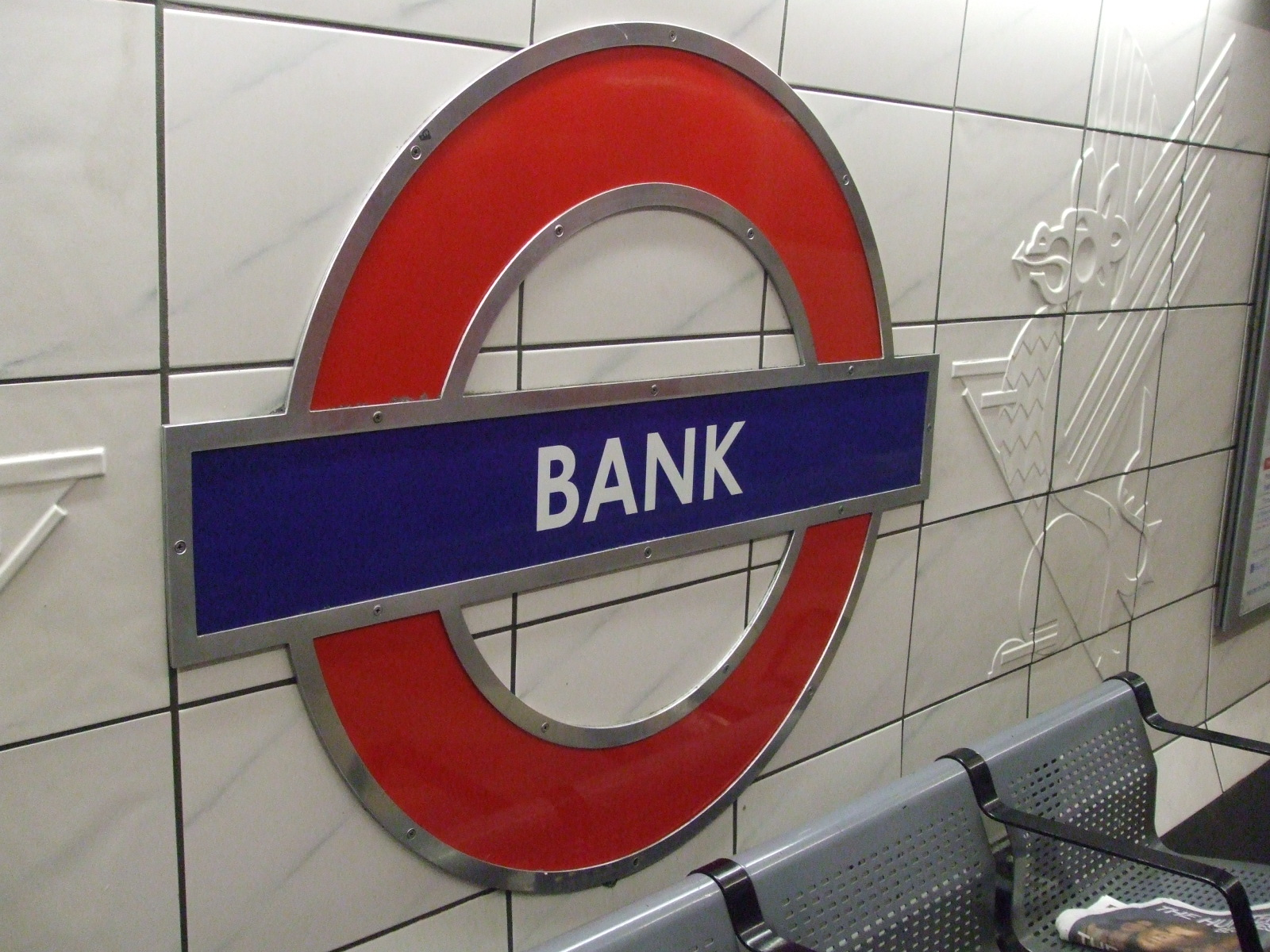
セントラル線ホームの東側にあるマーク

## 関連記事
- ロンドン地下鉄の駅一覧